# Messier 90
Messier 90 sau M90 este o galaxie spirală.